# Pierre Lys
Pierre Nicolas Emmanuel Marie Lys (Herve, 11 augustus 1779 - Verviers, 14 mei 1849) was een Belgisch volksvertegenwoordiger.

## Levensloop
Lys was een zoon van advocaat Philippe Lys en van Marie-Thérèse Dehousse. Hij trouwde met Jeanne Dubois. Het gezin bleef kinderloos.
Na middelbare studies aan het Maria-Theresiacollege in Herve, promoveerde hij tot licentiaat in de rechten (1798) aan de École Centrale in Luik en vestigde zich als advocaat in Herve (1798-1800) en in Verviers (1800-1815), waar hij ook als pleitbezorger optrad. In 1805-1806 was hij gemeenteraadslid van Verviers. Van 1815 tot 1833 was hij notaris in Verviers. 
In 1830 werd hij, als notoir orangist, aangevallen en werd zijn woning door muitersbenden geplunderd en grondig vernield. Hij maakte zich vijanden doordat men oordeelde dat hij voor de herstellingswerken een buitenissig hoog bedrag aan schadevergoeding van de stad had geëist. Hij liet anderzijds weten dat hij republikeins gezind was en een aanhechting bij Frankrijk genegen was. 
In Verviers stichtte hij de kranten Le Franchimontois (1839-1842) en L'Union Constitutionnelle (1847-1849), die zijn politieke ambities steunden.
In 1839 werd hij verkozen tot liberaal volksvertegenwoordiger voor het arrondissement Verviers en vervulde dit mandaat tot in 1848. In de nasleep van de revolutie in Frankrijk en andere Europese landen, werd aan conservatievere kandidaten de voorkeur gegeven en hij werd niet meer herkozen.
Hij was verder ook nog:
- penningmeester van de kerkfabriek van de Saint-Remaclekerk in Verviers (1809-1842),
- stichter (1809) en achtbare meester van de vrijmetselaarsloge Les Philadelphes in Verviers en financierde de tempel die in 1834 in Verviers werd gebouwd,
- zogenaamd 'grootmeester' van de dissidente Vrijmetselaarsfederatie van Luik (1838),
- ontvanger van de Burelen van Weldadigheid van Verviers, Soiron en Xhendelesse.